# 霍斯勞·米爾扎
霍斯勞·米爾扎（Khusrau Mirza，1587年8月16日—1622年1月26日），是蒙兀兒帝國皇帝賈漢吉爾和他首任妻子嫚白所生的長子，霍斯勞魅力非凡且受到百姓們的愛戴，他不僅驍勇善戰、才華橫溢，更深受祖父阿克巴大帝的喜愛，然而霍斯勞過於出色，使其父賈漢吉爾將他視為政治上的敵手，父子倆為了皇位繼承問題相互敵視。
許多蒙兀兒帝國貴族都是霍斯勞的支持者，其中包括他的岳父米爾扎·阿齊茲·科卡、舅舅曼·辛格一世、王太后瑪麗亞姆·薩曼尼、薩麗瑪·蘇丹·貝居姆以及莎克恩妮薩·貝居姆。在賈漢吉爾登基後，霍斯勞多次對父親發起叛亂，然而皆以失敗告終，作為懲罰，賈漢吉爾命人刺瞎兒子的雙眼，並將他囚禁於阿格拉，最終在1622年霍斯勞被其弟赫拉姆王子下令殺害。